# 恭請光臨曾賈府喜事
《恭請光臨曾賈府喜事》，是公共電視在2022年推出的詩選電視劇《你的婚姻不是你的婚姻》的第三單元，由何潤東導演，由簡嫚書、李淳、吳子霏等實力派演員主演。劇集在2022年12月17日首播。

## 製作
- 導演：何潤東
- 編劇：張君涵
- 出品：財團法人公共電視文化事業基金會、遠傳friDay影音
- 出品人：胡元輝、井琪
- 監製：於蓓華、朱承恩、陳萍坽
- 共同監製：李淑萍、呂筑君
- 製作人：巫知諭、余慧君
- 聯合製作人：洪秀玲

## 演員

### 主要演員
| 演員   | 角色   | 職業／關係 |
| 簡嫚書 | 賈安安 | 賈毅明、高怡君的女兒。 34歲，距離中消症發作只剩下一年，跟醫院繼承人孝銘交往兩年論及婚嫁，本以為這會是一場眾人祝福的婚禮，沒想到從婆婆那裡拿到的第一份祝福竟是婚前協議書！這一場對安安來說非結不可的婚，竟是要她夾在兩邊家族間搏鬥求生，而隱藏在心底最深最痛的秘密也在此刻發酵。 |
| 李淳   | 曾孝銘 | 曹詠欣的兒子。 35歲，即使身為曾家醫院的唯一繼承人，孝銘心底仍是個長不大的小孩。熱愛拼圖和講冷笑話的他非常喜歡安安，卻無法違抗家裡的長輩，左右危難之下就是兩邊不討好，而他心中也還藏著最大的秘密。                                                                               |
| 吳子霏 | 梁思荃 | 賈安安大學時期的好姊妹。 35歲，在所有單身女人都害怕中消症發作，紛紛想方設法結婚生子、思荃一直是不慌不忙地照著自己的意願活著，有一陣子消失在朋友圈之中，再次出現時嚇了所有人一跳。                                                                                               |

### 特別演出
| 演員   | 角色        | 職業／關係                   |
| 謝沛恩 | 徐巧亭      |                              |
| 應采靈 | DJ Julianne |                              |
| 張豐豪 | 許業務      |                              |
| 張瓊姿 | 高怡君      | 賈毅明的妻子，賈安安的媽媽。 |
| 單承矩 | 賈毅明      | 高怡君的丈夫，賈安安的爸爸。 |
| 苗可麗 | 曹詠欣      | 曾孝銘的媽媽。               |
| 黃鐙輝 | Jungle導遊  | The Jungle的導遊。           |
| 葉辰莛 | 白育雯      |                              |
| 嚴藝文 | 吳信慈      | 吳掌執。                     |

### 其他演員
| 演員              | 角色       | 職業／關係           |
| 張碩航            | Jerry      |                      |
| 劉佩宜            | 光頭女孩   |                      |
| 蔡宜真            | 櫃檯人員   | 假髮店櫃檯人員。     |
| 藍怡茜            | 安安上司   | 賈安安的上司。       |
| 楊子瑜            | 楊小姐     |                      |
| 張湘湘            | 小安安     |                      |
| 賴語霏 (聲音演出) | 小安安     |                      |
| 許白龍臥雲        | 師公       |                      |
| 陳語蕾            | 婆仔       |                      |
| 陳坤泉            | 舅舅       |                      |
| 徐銘志            | 小叔       |                      |
| 單筱安            | 二叔       |                      |
| 彭海義            | 三叔公     |                      |
| 黃筱雯            | 叔嬸       |                      |
| 歐橘              | 小堂妹     |                      |
| 黃一嘉            | 龍主任     |                      |
| 黃千容            | 牙醫師     |                      |
| 詹丞璽            | 樂樂       |                      |
|                   | Alex       |                      |
| 吳碧蓮            | Marry      | 老太太               |
| 周儷玲            | 曉萱       | 老太太               |
| 湯晏寧            | Edith      | 新娘秘書             |
| 洪毓璟            | 伴郎       |                      |
| 何宥勝            | 新郎友人   |                      |
| 紀彣潔            | 女顧客     | The Jungle的女顧客。 |
| 王星甯 (聲音演出) | 新聞播報員 |                      |